# Philosophie de l'esprit
Ne doit pas être confondu avec Philosophie de l'esprit (spiritualisme).

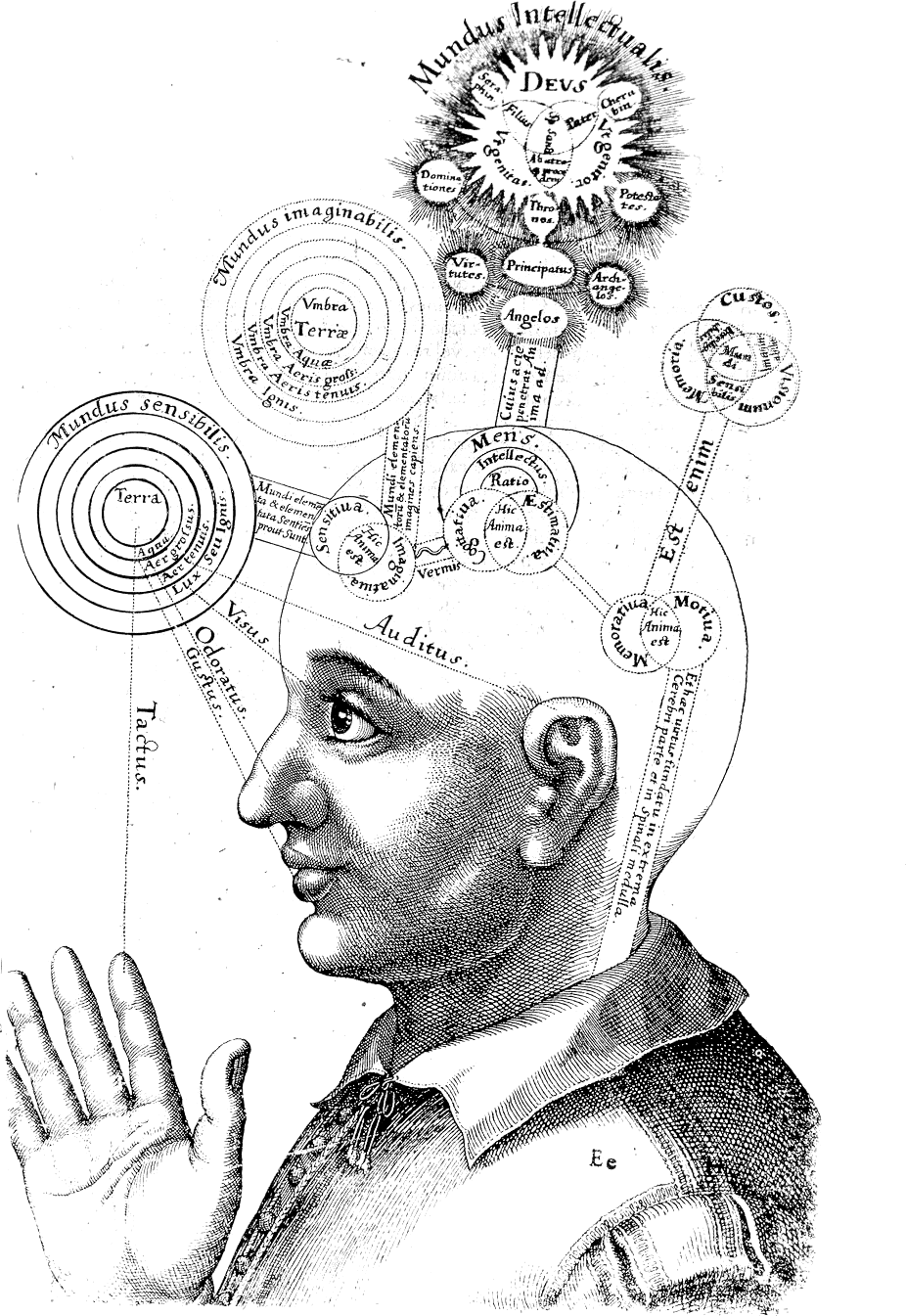
Dans la tradition philosophique, l'esprit est généralement conçu comme différent du corps, et comme relevant d'un ordre de réalité plus élevé.

La philosophie de l'esprit est une branche de la philosophie qui se propose d'étudier la nature de l'esprit, ainsi que sa relation avec le monde physique. Le problème corps-esprit entendu au sens large – problème de la relation des états mentaux au corps –, est communément considéré comme la question centrale de la philosophie de l'esprit, bien que d'autres interrogations sur la nature des états mentaux ne concernent pas le corps, ou fassent directement référence à l'environnement (physique ou social) des individus. La philosophie de l'esprit peut aussi questionner la réalité même des phénomènes mentaux, acceptant alors la possibilité que l'esprit n'existe pas tel que nous le concevons ou tel que nous en faisons l'expérience « de l'intérieur ». Historiquement, le dualisme corps-esprit et le matérialisme sont les deux principales écoles de pensée qui ont donné une réponse à la question de la nature de l'esprit et de sa relation avec le monde physique.
La philosophie de l'esprit vise à comprendre la nature des phénomènes mentaux, non pas directement sur des bases empiriques, mais principalement par le biais d'une analyse des concepts mentaux. En ce sens, elle se distingue de la psychologie cognitive, qui est une étude empirique des phénomènes mentaux concernant les organismes où ils apparaissent. Elle se distingue également de la philosophie de la psychologie, qui est une étude des méthodes, concepts et résultats de la psychologie empirique. Sa spécificité majeure, d'où vient aussi sa principale difficulté, réside dans le fait de devoir expliquer comment les mêmes phénomènes mentaux peuvent être visés au travers des deux perspectives, exclusives l'une de l'autre, que sont le point de vue « en première personne » (subjectif) qui semble nous les faire connaître directement « de l'intérieur », et le point de vue « en troisième personne » (objectif) fondé sur l'observation du comportement « extérieur » ou du cerveau.
Une façon de comprendre le projet de la philosophie de l'esprit est de l'envisager comme la recherche d'une troisième voie entre les paradigmes cartésien et béhavioriste. Tandis que l'attitude cartésienne accorde la priorité à l'introspection, c'est-à-dire à la perspective en première personne – l'autre perspective ne permettant qu'un accès indirect aux phénomènes mentaux – l'attitude béhavioriste, au contraire, insiste sur la nécessité de s'en tenir à la perspective en troisième personne, celle qu'adopte un observateur extérieur. Face aux nombreuses difficultés qu'impliquent ces deux attitudes antagonistes, la philosophie de l'esprit présente aujourd'hui un panel de théories qui tentent de concilier les approches subjective et objective. Toutefois, ces théories accordent le plus souvent la priorité au second type d'approche, épousant le point de vue des sciences de la nature dans le cadre de ce qu'il est désormais convenu d'appeler le naturalisme. L'ontologie physicaliste, pour laquelle n'existe véritablement que le monde physique décrit par les sciences de la nature, est de ce fait apparue comme l'ontologie dominante dès les premiers développements de la philosophie de l'esprit.
En philosophie de l'esprit, l'expression « matérialisme » (materialism en anglais) désigne généralement les conceptions physicalistes de type réductionniste et éliminativiste, et plus particulièrement la théorie dite de l'identité esprit-cerveau. En effet, le physicalisme peut être non-réductionniste, et en ce sens non assimilable au matérialisme stricto sensu. L'approche non-réductionniste correspond pour l'essentiel au fonctionnalisme, bien que celui-ci puisse être aussi défendu dans un cadre réductionniste. En dehors même du dualisme cartésien, il existe bien sûr des alternatives au physicalisme, dont les principales sont l'émergentisme (dans sa version forte) et le panpsychisme. D'autres courants ne se prononcent pas sur la nature des états mentaux, ou s'inscrivent dans une perspective purement axiologique.
Parfois sources de malentendus, les notions de normativité et de rationalité partagent en philosophie de l'esprit un même sens qui ne recouvre que partiellement les significations qui leur sont données dans la philosophie traditionnelle.

## Aperçu historique

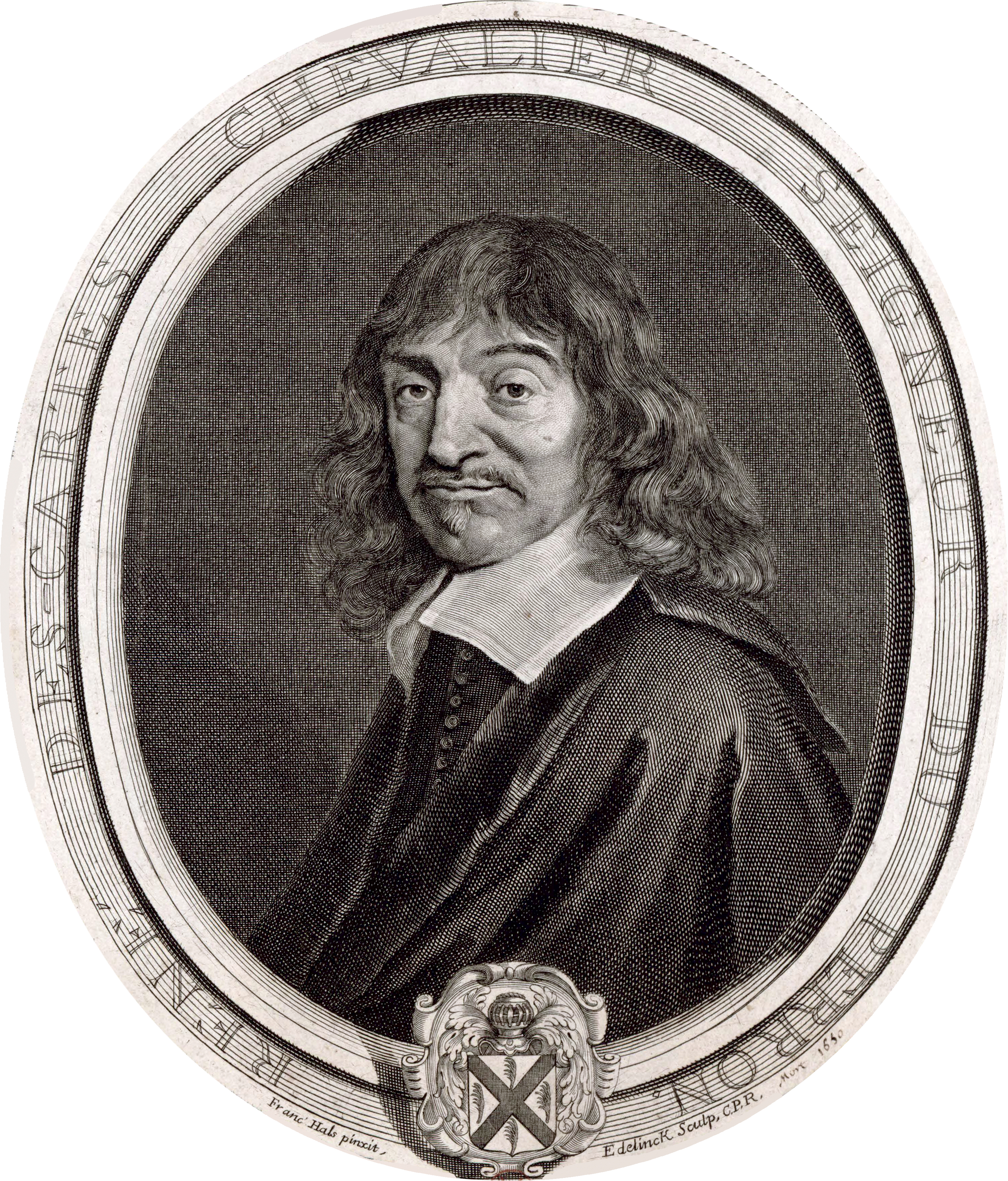
René Descartes a élaboré au XVIIe siècle une doctrine dualiste qui constitue une référence historique pour la philosophie de l'esprit.

À partir du XVIIe siècle, avec le développement des sciences de la nature, un certain nombre de philosophes comme Descartes ou Spinoza ont proposé différentes manières de comprendre la place que l'esprit occupe dans le monde physique. Mais c'est seulement avec l'émergence des sciences cognitives dans les années 1950 que va s'opérer un « tournant naturaliste » en philosophie. Celle-ci, depuis la fin du XIXe siècle, avec d'une part Edmund Husserl comme fondateur du mouvement phénoménologique, et d'autre part Gottlob Frege comme précurseur de la philosophie analytique, se caractérisait plutôt par son approche antinaturaliste. Aussi bien Husserl que Frege, en effet, ont établi leur philosophie sur une critique du psychologisme logique, sorte de positivisme qui envisageait les relations logiques comme des processus naturels de pensée. Contre cette conception de l'esprit qui menaçait de réduire la philosophie à une psychologie empirique modelée sur les sciences de la nature, la phénoménologie et la philosophie analytique ont insisté, chacune avec des approches très différentes, sur la nécessité de distinguer de la méthode empirique des sciences la démarche proprement conceptuelle de la philosophie. Dans le contexte post-frégéen, Willard Quine fut le premier à réagir contre cet anti-naturalisme, partant d'une critique de l'idée d'une division radicale entre les énoncés analytiques et les énoncés empiriques. Cette critique le conduisit à remettre en cause la spécificité de la philosophie de l'esprit par rapport aux sciences de la nature et à envisager un « programme de naturalisation » de l'esprit.
À la suite de Quine, de nombreuses tentatives philosophiques pour expliquer les processus mentaux en termes de processus naturels ont été effectuées. Une solution courante dans les années 1960 consistait à identifier les états psychologiques (perceptions, sensations, désirs, croyances, etc.) à des états ou processus neurophysiologiques du cerveau. Cette conception fortement naturaliste et réductionniste s'est fait connaître sous le nom de théorie de l'identité esprit-cerveau et a été défendue notamment par les philosophes John J. C. Smart et Ullin Place. Elle prétend que les neurosciences peuvent nous permettre de comprendre en quoi certaines structures et certains processus neurophysiologiques du cerveau s'apparentent pour nous à une vie mentale. La théorie de l'identité esprit-cerveau fut largement critiquée dans les années 1960 et 1970 en raison de son incapacité à rendre compte de la réalisation multiple des phénomènes mentaux, qui peuvent être engendrés par une variété de mécanismes différents. Cette critique de la théorie de l'identité a constitué un point d'accord pour rechercher d'autres solutions au problème corps-esprit dans un cadre naturaliste mais non-réductionniste. Parmi elles, on peut citer le computationnalisme (Jerry Fodor, Hilary Putnam), le monisme « anomal » (Donald Davidson) et l'instrumentalisme (Daniel Dennett). Cette recherche a conduit également à un véritable foisonnement d'objets d'étude ainsi qu'à diverses spécialisations au sein de la discipline. À partir des années 1980, le thème de la conscience y est devenu l'un des plus importants.

## Problématiques spécifiques

### Le problème corps-esprit
Dans le contexte de la philosophie de l'esprit, le problème corps-esprit désigne un type de questionnement portant sur la nature des relations que l'esprit entretient avec le corps, en particulier avec le cerveau. Ce problème tient à un obstacle théorique qui consiste essentiellement dans le fait qu'il y a de bonnes raisons d'admettre certaines thèses jugées pourtant contradictoires lorsqu'elles sont considérées conjointement. On peut résumer ces thèses par les trois propositions ou principes suivants :
1. Les états mentaux ne sont pas des états physiques : principe de dualité corps-esprit (1)
2. Des états mentaux causent des états physiques, et réciproquement : principe d'interaction corps-esprit (2)
3. Tout état physique a des causes physiques complètes : principe de complétude physique (3)

Les deux premières propositions s'appuient sur l'expérience que nous avons de nous-mêmes – il nous semble que nous avons un corps sur lequel notre esprit peut agir et dont il dépend également – tandis que la troisième proposition se fonde sur les résultats des sciences modernes de la nature. Le succès de ces sciences paraît en effet indiquer que pour tout état physique, il n'est jamais nécessaire de chercher une cause à sa production en dehors du domaine d'étude de la physique. Le nœud du problème tient au fait que ces trois propositions ne sont compatibles que deux à deux, chacune de ces paires d'énoncés compatibles impliquant la fausseté du troisième, :
- (1) et (2) impliquent non (3) : si les états mentaux ne sont pas des états physiques mais qu'ils causent des états physiques, alors le principe de complétude causale est faux (c'est la position du dualisme interactionniste ou cartésien)
- (1) et (3) impliquent non (2) : si les états mentaux ne sont pas des états physiques mais que tout état physique a des causes physiques suffisantes, alors un état mental ne peut être la cause d'un état physique et le principe d'interaction corps-esprit est faux (c'est la position du dualisme non-interactionniste)
- (2) et (3) impliquent non (1) : si des états mentaux causent des états physiques mais que tout état physique a des causes physiques complètes, alors les états mentaux sont des états physiques et le principe de dualité corps-esprit est faux (c'est la position du monisme matérialiste ou de la théorie de l'identité psychophysique)

Pour résoudre le problème corps-esprit, on doit donc abandonner l'un des trois énoncés, levant ainsi la contradiction qu'ils engendrent lorsqu'ils sont pris simultanément.
C'est sur le constat apparent que le corps et l'esprit diffèrent (1) et qu'ils interagissent ensemble (2) que réside le point de départ historique du problème corps-esprit. Le principal obstacle théorique à la compréhension de cette interaction est celui de la « complétude causale » du domaine physique, nommée aussi « complétude physique » (3) : si les processus physiques, comme ceux qui se réalisent dans notre corps ou notre cerveau, n'ont de causes ou d'effets que physiques, alors ils ne peuvent avoir de causes proprement mentales ou d'effets sur l'esprit. Cette difficulté de concevoir l'interaction entre le corps et l'esprit a d'abord constitué le cœur du problème auquel se sont confrontés les philosophes de l'esprit depuis René Descartes.
Aujourd'hui, le problème corps-esprit est souvent assimilé aux difficultés qui se présentent lorsqu'on tente d'expliquer les relations qui existent entre les états physiques se réalisant dans le cerveau et les états mentaux relevant de la conscience. Néanmoins, le problème corps-esprit recouvre un champ de questionnement plus large que celui correspondant au « problème difficile de la conscience », problème qui concerne uniquement les aspects subjectifs et qualitatifs de l'expérience, et il ne doit donc pas être confondu avec lui. Il soulève également la question essentielle du caractère normatif de l'esprit et des actions qui lui sont associées.

### Le problème difficile de la conscience
C'est au philosophe australien David Chalmers que l'on doit l'expression « problème difficile de la conscience » (en anglais : hard problem of consciousness), qu'il distingue des « problèmes faciles » (easy problems) relatifs au fonctionnement de l'esprit – problèmes qui sont techniquement complexes, mais dont la résolution ne pose pas de difficultés épistémologiques telles qu’on puisse douter de la possibilité de les résoudre. Ces problèmes sont faciles, non parce qu'ils sont susceptibles de recevoir des solutions simples, mais parce que leurs solutions requièrent seulement de spécifier les mécanismes qui peuvent réaliser les différentes fonctions de la conscience. Le problème difficile de la conscience a quant à lui pour caractéristique de persister y compris dans le cas où toutes les fonctions en question seraient expliquées, car il vise la nature même des états conscients en leur dimension phénoménale (conscience phénoménale). Contrairement aux fonctions cognitives de l'esprit qui sont impliquées dans le langage ou la mémoire, par exemple, la conscience phénoménale semble en effet inexplicable en termes de processus neurophysiologiques, et ses propriétés, irréductibles aux propriétés physiques telles que nous les concevons aujourd'hui. Alors que l'on peut espérer un progrès dans la compréhension des mécanismes de l'esprit grâce aux diverses sciences s’occupant du mental – sciences cognitives, sciences du comportement, neurosciences, etc. – la résolution du problème difficile de la conscience requiert, selon Chalmers, une théorie fondamentale qui intègre la conscience phénoménale. L'élaboration d'une telle théorie implique elle-même un programme de recherche spécifique.
Le problème difficile de la conscience est lié au « fossé explicatif » tel que défini par Joseph Levine. Le fossé en question, d'ordre épistémologique, est celui qui sépare la compréhension physicaliste du monde et l'expérience qualitative que nous en avons. Résoudre le problème difficile de la conscience, c'est franchir ce fossé en expliquant pourquoi certains de nos états mentaux manifestent des aspects qualitatifs (qualia) d'un certain type – l'« effet que cela fait » de voir du rouge ou de ressentir une douleur par exemple – lorsque se réalisent en nous certains états physiques ou fonctionnels. Il ne suffit pas alors d'expliquer comment les états physiques auxquels renvoient les aspects qualitatifs de notre vie mentale contribuent à la production du comportement ou à la fixation des croyances, tâche a priori réalisable dans un cadre physicaliste ; c'est plutôt la capacité d'expliquer les aspects qualitatifs eux-mêmes, et leurs relations aux états physiques, qui est en question. Une façon d'envisager ce fossé est de le définir négativement comme l'impossibilité de dériver a priori les vérités phénoménales à partir de vérités physiques. Affirmer cette impossibilité, c'est dire qu'il n'existe pas de relations d'implication ou de conséquences logiques entre elles, de sorte qu'on ne peut obtenir une explication satisfaisante des états phénoménaux sur une base explicative d'ordre physique. Cependant, ce point n'implique pas que les états phénoménaux ne soient pas « en réalité » des états physiques, et que le physicalisme soit faux sur le plan ontologique.

### La psychologie du sens commun

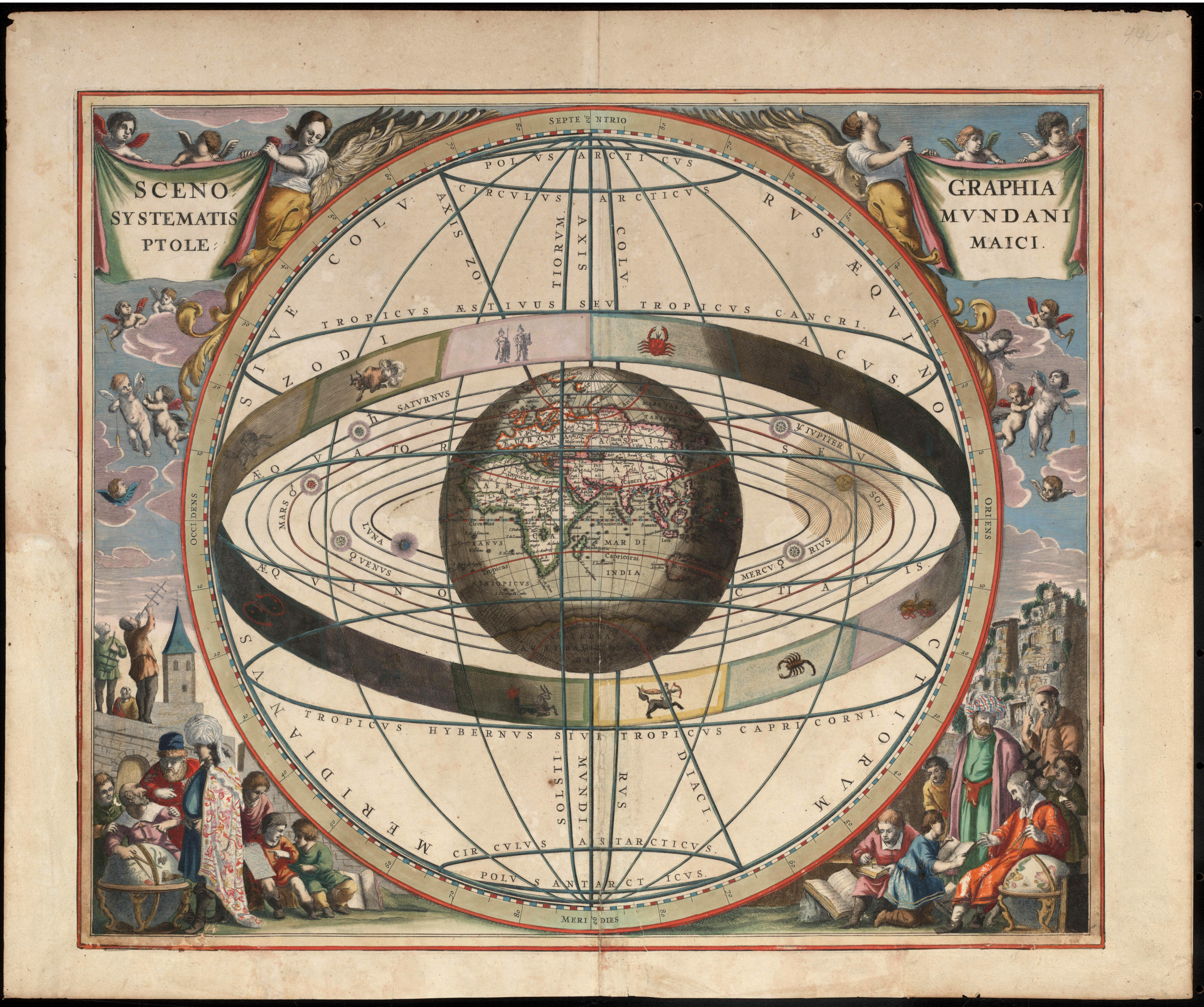
Nos croyances « psychologiques » actuelles pourraient constituer une sorte de théorie comparable aux anciennes théories devenues aujourd'hui obsolètes, comme le géocentrisme.

La psychologie du sens commun, ou psychologie naïve (ou encore psychologie populaire, en anglais : folk psychology) désigne l'ensemble des concepts mentaux que nous utilisons pour interpréter les expressions et les actions de nos semblables. Par exemple, nous interprétons couramment un comportement comme le résultat des croyances, des désirs, des sentiments et de la volonté d'une personne mais nous n'utilisons pas ces concepts pour comprendre les mouvements d'un objet (comme une balle qui dévale une pente). La psychologie du sens commun dispose d’un riche vocabulaire de termes mentaux ou psychologiques – les « croyances », les « désirs », les « intentions », les « expériences sensorielles », les « émotions », etc. – qui nous permettent de décrire nos semblables et de donner un sens à leurs actions. L'usage de ces termes obéit à un ensemble de règles ou de préceptes, explicites ou implicites, qui semble constituer une sorte de théorie dont la validité dépendrait essentiellement de sa capacité à prédire le comportement d'autrui. Quoique rudimentaire, dans une certaine mesure, lorsqu’on la compare à la psychologie scientifique, la psychologie du sens commun a un pouvoir prédictif important. Par ailleurs, certains concepts de la psychologie scientifique (mémoire, attention, etc.) sont directement dérivés des notions préscientifiques de la psychologie naïve.
Le statut des concepts de la psychologie du sens commun fait aujourd'hui l'objet de nombreux débats en philosophie de l'esprit, notamment concernant l'existence et la nature (physique ou proprement mentale) des états ou processus mentaux qu'ils sont censés désigner. Pour certains philosophes de l'esprit, comme Paul et Patricia Churchland, de tels concepts doivent finir par être « éliminés » (on parle ainsi d'éliminativisme) du discours scientifique. Selon eux, la psychologie naïve constitue, au même titre que d'autres conceptions préscientifiques, une théorie pleinement développée du comportement humain, bien qu'elle ne soit pas formalisée. Elle est la dernière des théories populaires à survivre et  doit subir le même sort que la physique naïve ou la biologie intuitive : son remplacement par une théorie qui cadre mieux avec les standards actuels de scientificité. Les Churchland insistent en particulier sur le caractère purement fictif des états intentionnels, que le développement des neurosciences révélera de la même manière que celui de la physique a révélé jadis le caractère chimérique des essences alchimiques, de l'éther ou du phlogistique.
L'idée que le vocabulaire habituel que nous utilisons pour désigner des états mentaux relève d'une théorie psychologique vient d'un essai fort influent du philosophe américain Wilfrid Sellars : Empirisme et philosophie de l'esprit, publié en 1956. D'après Sellars, nous nous appuyons sur une sorte de théorie ou proto-théorie pour expliquer et prédire le comportement « rationnel », comportement d'un « agent » dont le discours et les actes sont motivés par des « raisons ». Ce cadre théorique constitue l'arrière-plan de nos analyses, interprétations et explications d'ordre psychologique du comportement d'autrui, de sorte que l'on peut parler d'une « théorie naïve de l'esprit », ou d'une « psychologie naïve », adoptée spontanément par chacun d'entre nous à la suite d'un certain apprentissage. Une telle psychologie implique des postulats théoriques spécifiques et des généralisations qui prennent l'aspect de lois. Un exemple typique de ce genre de généralisations est le syllogisme pratique suivant :
Si X désire A et a la croyance que le meilleur moyen d'obtenir A est de réaliser B, alors X désirera réaliser B.
Sellars considère que les généralisations de la psychologie naïve sont comparables aux lois et généralisations des théories scientifiques les plus abouties, bien qu'elles soient  beaucoup plus informelles que celles des théories scientifiques. Les entités dont l'existence est postulée sont alors les états mentaux auxquels nous nous référons quotidiennement dans notre compréhension naïve du comportement d'autrui (croyances, désirs, sensations, émotions, etc.). Un certain nombre de propriétés sont communément attribuées à ces entités théoriques, notamment des pouvoirs causaux, des caractéristiques sémantiques ou des aspects qualitatifs. S'ils ne sont jamais directement observés, pas même en nous, contrairement à ce que suppose notre épistémologie naïve de l'esprit, les états postulés par la psychologie du sens commun peuvent néanmoins rendre compte avec une certaine efficacité des effets observables au niveau du comportement.

## Grands thèmes

### L'intentionnalité de l'esprit
Trouvant son origine dans la scolastique médiévale, c'est avec Franz Brentano à la fin du XIXe siècle que le thème de l'intentionnalité commence à devenir central en philosophie. Il est repris au XXe siècle aussi bien par le mouvement phénoménologique que par le courant analytique dont est issu la philosophie de l'esprit. Pour Brentano, l'intentionnalité est ce qui distingue la conscience des entités purement physiques. Le propre de la conscience est d'être « dirigée » vers autre chose qu'elle-même – elle est toujours conscience de quelque chose – alors que les entités physiques ne sont pas autre chose que ce qu'elles sont. C'est cette direction de la conscience vers quelque chose d'autre qu'elle-même que Brentano appelle « intentionnalité ». Aujourd'hui, la plupart des philosophes contemporains acceptent l'idée que l'intentionnalité est un signe de l'activité mentale, mais ils considèrent également qu'il s'agit d'un phénomène distinct et indépendant de ce que nous entendons généralement par « conscience ». Cette position désormais dominante est qualifiée par certains auteurs de « séparatiste », au sens où elle stipule que la conscience dite « phénoménale » et l'intentionnalité sont deux aspects séparables ou indépendants de l'activité mentale.
Le « séparatisme » est la position qu'adopte notamment Jaegwon Kim. Il fait la remarque suivante : si quelqu'un devait nous demander de créer une machine dotée de conscience, nous ne saurions par où commencer, mais si l'on nous demandait de concevoir une structure dotée d'intentionnalité, il semble que nous pourrions commencer à concevoir une telle chose. Si Kim défend l'indépendance de l'intentionnalité par rapport à la conscience, d'autres auteurs soutiennent la thèse de l'indépendance dans un sens inverse : l'esprit d'un sujet peut être conscient sans que ce phénomène n'implique une quelconque structure intentionnelle. Il existe en effet des états mentaux qui ne représentent rien du tout. John Searle, qui soutient cette position, donne comme exemples de tels états l'exaltation, la dépression ou l'anxiété, états dans lesquels nous ne sommes pas « exaltés, déprimés ou anxieux à propos de quoi que ce soit ». Selon lui, il existe de nombreux états conscients qui ne sont pas intentionnels, tandis que l'intentionnalité de son côté implique toujours la conscience .
Par contraste avec le séparatisme, l' « inséparatisme » est la thèse selon laquelle l'esprit est un phénomène unifié plutôt que divisé entre la conscience phénoménale et l'intentionnalité : les caractéristiques de la conscience et de l'intentionnalité sont interdépendantes et inséparables. Selon cette thèse, la conscience possède une structure intentionnelle qui lui est caractéristique et qui rend possible le fait que les contenus conscients se présentent immédiatement au sujet conscient. Cette relation immédiate de la conscience phénoménale à ses contenus interdit le scepticisme radical, puisqu'il n'est pas possible pour un sujet conscient de douter de l'existence « phénoménale » (mentale et subjective) de ce dont il fait l'expérience. La conscience phénoménale est dite pour cette raison « transparente ».
Cette position est admise par les défenseurs de ce qu'on appelle les « théories représentationnelles » de la conscience phénoménale, pour lesquelles tout ce qui est conscient en ce sens est intentionnel ou dirigé vers quelque chose. D'après cette forme de « représentationnalisme », incarnée en particulier par Fred Dretske et Michael Tye, nos expériences perceptives (visuelles, auditives, etc.) représentent l’environnement local tandis que nos expériences sensorielles « internes » nous informent sur notre corps. Même les émotions et les sentiments ont des objets intentionnels, comme lorsque nous avons peur de quelque chose. Cet objet peut être indéterminé de sorte que certaines émotions semblent sans objet. Ainsi l'anxiété, qui est définie par Searle comme une émotion sans objet, est-elle un genre de représentation par lequel nous nous représentons toute chose (et non un objet ou une situation en particulier) en tant que source de peur ou d'anxiété.

### La conscience

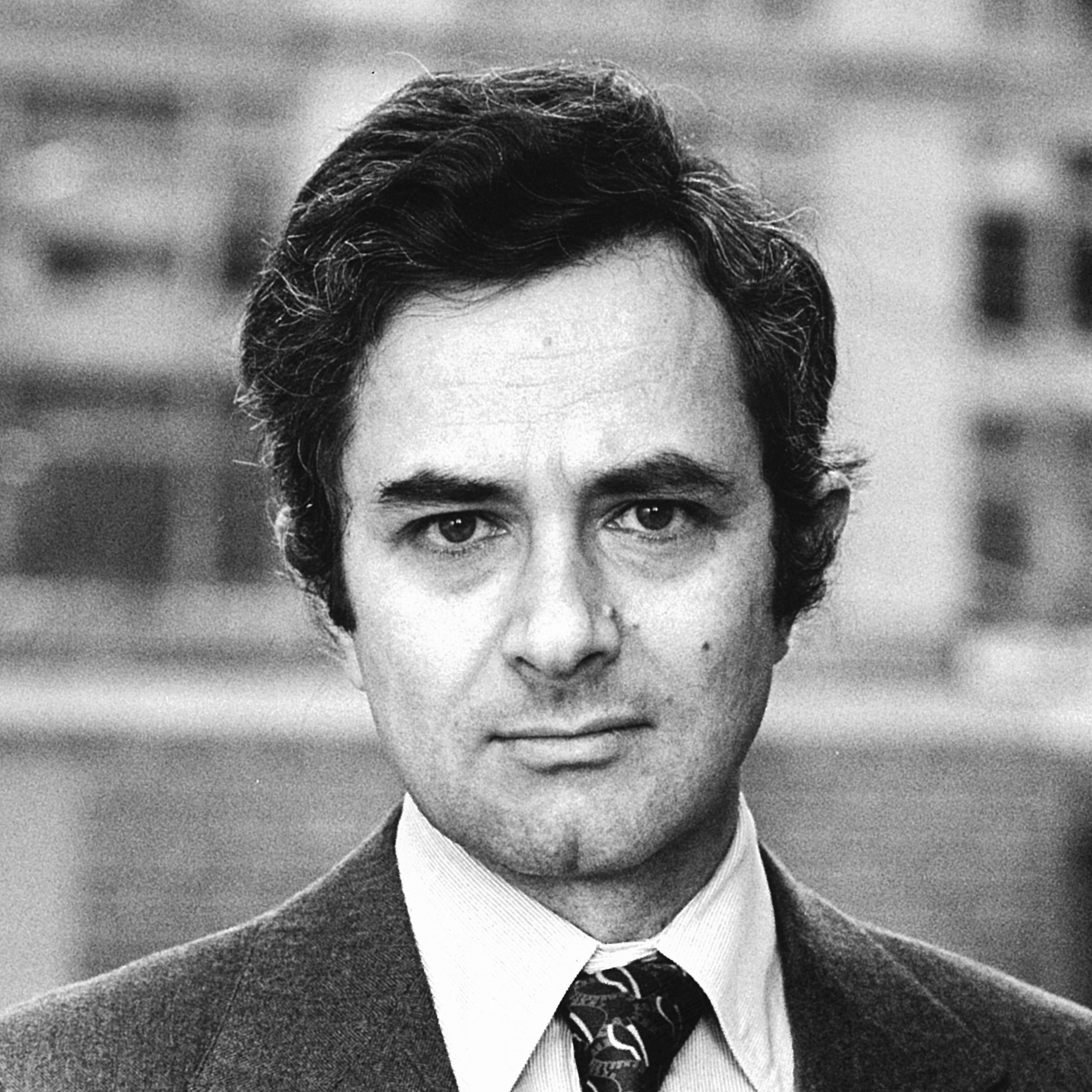
Thomas Nagel en 1978, auteur de « Quel effet cela fait-il d'être une chauve-souris ? ».

Le terme « conscience » a notoirement plusieurs sens, y compris en philosophie de l'esprit. Mais le sens auquel se sont attachés les philosophes de l'esprit contemporains est celui de « conscience phénoménale » (en anglais : phenomenal consciousness), concept censé désigner certaines caractéristiques que présentent au moins certains états mentaux, comme la subjectivité ou l'aspect qualitatif de l'expérience. En termes plus phénoménologiques, la conscience phénoménale désigne l'ensemble des expériences caractérisant le « vécu » ou le « ressenti » d'un sujet. Elle est constituée par toutes nos expériences subjectives et qualitatives, désignées sous l'expression « qualia ». Généralement, le caractère subjectif de l'expérience et son caractère qualitatif n'y sont pas spécialement distingués, mais d'après Uriah Kriegel, les philosophes de l'esprit qui parlent de conscience phénoménale mettent l'accent tantôt sur le premier aspect, tantôt sur le second.
Il est également possible de définir la conscience phénoménale comme cet état subjectif qui est présent lorsque nous sommes nous-mêmes les sujets de l'état en question et qui fait défaut lorsque ce n'est pas le cas. On parle alors de point de vue « en première personne » – point de vue qu'adopte celui qui dit « je vois » ou « je sens » lorsqu'il décrit ses expériences – pour caractériser le mode d'accès privilégié que nous avons avec nos propres états mentaux, du fait que ce soit nous qui les ayons. Par ailleurs, en plus de recouvrir l'idée d'apparition ou de manifestation subjective, la notion de conscience phénoménale inclut l'ensemble de ce qu'il est désormais convenu d'appeler les qualia. Contrairement à la conscience entendue comme « cognition », la conscience phénoménale implique en effet une expérience proprement qualitative (un quale), comme celle de la couleur bleue du ciel. Cet aspect de l'expérience échapperait complètement à la possibilité d'une observation publique, intersubjective.
Depuis les articles pionniers de Thomas Nagel en 1974 et de Frank Jackson en 1982, la question s'est posée de savoir s'il y a une différence significative entre le fait d'éprouver ou de ressentir soi-même un état mental, d'en faire l'expérience « en première personne », et le fait de se représenter ou de décrire cet état mental « à la troisième personne », du point de vue d'un observateur extérieur. On résume habituellement cette différence en disant que l'expérience vécue « en première personne » présente un caractère subjectif qui n'est pas réductible – au moins dans sa description – aux états ou processus physiques correspondants (ni à leurs fonctions). Ainsi entendu, le double aspect subjectif et objectif des états conscients implique au moins une forme faible de dualisme, à savoir : 
1. un dualisme épistémologique (forme faible) lorsque seul le mode de connaissance diffère
2. un dualisme ontologique ou métaphysique (forme forte) dans le cas où la nature même des phénomènes en question diffère

Le dualisme épistémologique est tacitement admis dès que l'on considère comme complémentaires, et non comme équivalents, les comptes-rendus objectifs s'appuyant sur l'observation des manifestations externes d'une conscience (comportement, processus cérébraux) et les comptes-rendus subjectifs se fondant sur l'introspection. Le dualisme ontologique est quant à lui admis dès que l'on justifie l'irréductibilité des concepts phénoménaux à des concepts physiques par le fait que la conscience phénoménale n'est pas un processus physique.

### Le libre arbitre
En philosophie de l'esprit, le problème du libre arbitre, ou de la libre volonté (free will en anglais) peut être résumé ainsi : s'il existe en l'être humain une volonté conçue en lien avec la réalisation de certaines choses (« action volontaire »), la question se pose de savoir si je suis libre de ne pas vouloir l'une ou l'autre de ces choses que je veux effectivement faire. Une autre façon, positive cette fois, de résumer le problème est de se demander si je suis libre de vouloir cela même que je veux. Il ne s'agit pas là de chercher à savoir si nous sommes libres d'accomplir ce que nous voulons ou avons l'intention de faire, mais si nous sommes libres de vouloir ou d'avoir l'intention de faire ces choses que nous voulons effectivement faire,.
On oppose généralement l'affirmation du libre arbitre au déterminisme, qui affirme que des causes extérieures aux actions humaines soumettent la volonté (ou ce qui passe pour tel) aux mêmes mécanismes que ceux qui régissent la nature. Les philosophes qui reconnaissent cette opposition tout en soutenant l'existence du libre arbitre sont appelés « libertariens » (de l'anglais : libertarians), au sens philosophique, tandis que ceux, minoritaires, qui ne reconnaissent pas cette opposition, car ils estiment que l'affirmation du libre arbitre est compatible avec le déterminisme, sont qualifiés de « compatibilistes » (de l'anglais : compatibilist). Suivant les libertariens, comme van Inwagen, les circonstances dans lesquelles une décision est prise par une personne, ainsi que les désirs et les raisons d’agir qu'a cette personne au moment où elle prend sa décision, ne déterminent pas son intention ; la personne se décide librement sur la base de ses désirs et de ses raisons. Une version importante du libertarianisme explique l’indéterminisme que présuppose le libre arbitre conçu dans ce cadre en faisant une distinction entre deux sortes de causalité :
1. la causalité physique, consistant en des causes qu’on peut toujours faire remonter à d’autres causes (jusqu'au Big Bang)
2. la causalité libre, consistant en des causes qui produisent des effets sans qu’elles soient elles-mêmes les effets d’autres causes

Le libre arbitre consisterait ainsi en la capacité de commencer de nouvelles chaînes causales, et ce, non pas sous l'effet du hasard, mais en vertu de notre aptitude à délibérer. Dans l'approche compatibiliste au contraire, celle de Daniel Dennett par exemple, la liberté de la volonté n’empêche pas que chaque intention d’action libre ait des causes, ces causes pouvant être conçues comme relevant d'un ordre supérieur à celui des causes qui déterminent nos simples envies ou désirs (comme lorsque je décide de persévérer dans mon effort malgré mon envie de renoncer). Le compatibilisme permet d'intégrer en principe la notion morale de responsabilité dans un cadre déterministe qui ne fait pas appel à des causes autres que celles, physiques, qui régissent la nature. Pour cette raison, l'opposition entre libertarianisme et compatibilisme recoupe en grande partie l'opposition qui existe entre le dualisme corps-esprit et le matérialisme.

## Grands courants

### Le dualisme

Depuis Descartes, les philosophes dualistes font souvent appel à des arguments dits « modaux », fondés notamment sur les notions de concevabilité et de possibilité logique.

#### Dualisme de la substance
Le dualisme de la substance désigne une forme classique de dualisme qui trouve sa première formulation moderne au milieu du XVIIe siècle dans la conception philosophique de René Descartes concernant le rapport entre le corps et l'esprit. Descartes reconnaît l'existence de deux types de substance : l'esprit ou l'âme (res cogitans) et le corps (res extensa). Il considère également que chacune de ces deux substances interagit avec l'autre. Cette conception s'est révélée décisive dans la mesure où elle a placé au centre de la réflexion philosophique la question des relations entre les états mentaux et les états physiques. Pour établir une distinction de nature entre ces deux types d'états, Descartes avance dans ses Méditations métaphysiques un argument « modal » . Alors que, à la suite du doute radical, il n'est encore certain de rien d'autre que de l'existence de lui-même, il affirme qu'il lui est possible de concevoir que son corps n'existe pas. En revanche, il ne peut pas, de manière cohérente, considérer que sa pensée n'existe pas. Par conséquent, il est nécessaire de considérer que l'esprit et le corps sont distincts et qu'il existe donc au moins deux substances, celle qui compose l'esprit et celle qui compose le corps. Pour Descartes, une substance est ce qui peut exister en soi et par soi, et n'a donc besoin d'aucune autre chose pour exister. L'esprit est une substance immatérielle et indivisible, tandis que le corps est une substance matérielle et divisible à l'infini.
Un des arguments aujourd'hui utilisés par les philosophes de l'esprit en faveur du dualisme de la substance s'appuie sur l’expérience de pensée de l'« homme-amibe », imaginée pour la première fois par David Wiggins en 1967. Dans cette fiction vertigineuse, un homme se retrouve dans la situation où chacun de ses deux hémisphères cérébraux est transplanté avec succès dans deux corps humains préalablement décérébrés, à l'image d'une amibe qui se divise. Selon l'approche réductionniste défendue notamment par Derek Parfit, nous sommes conduits dans ce cas de figure à abandonner la logique de l'identité, et donc l'identité du « moi », au profit de la survie du « soi ». Rien ne permet en effet de décider que l'une des deux personnes résultantes est la personne primitive. Le philosophe Richard Swinburne, qui défend quant à lui une conception dualiste de l'âme et du corps, conteste cette interprétation . Il estime que l'impossibilité de déterminer dans un cadre réductionniste l'identité de l'homme-amibe après l'opération ne tient pas au fait que son identité est réellement indéterminée, mais au fait qu'il n'est pas possible de réduire l'identité d'une personne à son cerveau. Pour Swinburne, il est donc nécessaire de postuler l'existence d'une entité immatérielle et parfaitement simple (« l'âme ») sur laquelle seule peut reposer l'identité personnelle à travers le temps. C'est à cette entité que nous faisons référence lorsque nous disons « moi ».
Devenu une position marginale en philosophie de l'esprit, le dualisme de la substance a souvent été mis en avant comme repoussoir par les philosophes réductionnistes et éliminativistes qui ont relayé Descartes sur la question des relations corps-esprit ; mais on lui reconnaît généralement le mérite d'avoir posé de manière durable les termes du problème corps-esprit. Ses principaux représentants depuis le milieu du XXe siècle sont Roderick Chisholm, John Foster, Richard Swinburne, Jonathan Lowe, entre autres, qui tous considèrent que la personne humaine est non seulement irréductible à son corps, mais constitue essentiellement une âme avec les caractéristiques que lui attribue la tradition : immatérialité, individualité, possibilité d'agir librement. Aujourd'hui, la majorité des philosophes qui, tels William Hasker ou Dean Zimmerman, adoptent cette conception sont des penseurs chrétiens qui défendent également une position dite « libertarienne » (au sens métaphysique) concernant le libre arbitre et la responsabilité morale, ainsi que la possibilité de l'immortalité sous une forme purement spirituelle. Ils appartiennent en ce sens au « camp conservateur » de la philosophie de l'esprit.

#### Dualisme des propriétés
Le dualisme des propriétés recouvre en philosophie de l'esprit un ensemble de positions d'après lesquelles il existe dans le monde deux types distincts de propriétés : les propriétés physiques et les propriétés mentales (ou « phénoménales »), bien qu'un seul type de substance le compose : la matière (au sens donné par la physique). Pour les partisans de cette thèse, il n'est pas nécessaire de concevoir l'existence de substances non physiques pour rendre compte du caractère non physique de l'expérience phénoménale, et une conception dualiste en philosophie de l'esprit n'est donc pas nécessairement incompatible avec l'approche naturaliste adoptée par les sciences de la nature. Ces philosophes considèrent généralement que les propriétés mentales non physiques, en particulier celles de la « conscience phénoménale », existent dans, ou surviennent naturellement sur, certaines substances physiques telles que les cerveaux humains. La dimension subjective et qualitative de l'existence constituerait ainsi un domaine ontologique spécifique, distinct mais dépendant du monde physique
Plusieurs arguments faisant appel à des expériences de pensée ont été avancés en faveur du dualisme des propriétés, notamment par Saul Kripke, Frank Jackson, David Chalmers et Jaegwon Kim. Il s'agit le plus souvent d'arguments modaux ou fondés sur la concevabilité de doublons humains privés de conscience (au sens phénoménologique). Il semble par exemple logiquement concevable qu'il existe une Terre jumelle où toutes les propriétés physiques qui caractérisent notre monde présent soient instanciées selon la même distribution que sur Terre, mais où les habitants sont des « zombies » privés de conscience, sans aucune expérience subjective ou phénoménale (sans « qualia »), ou bien des répliques avec des expériences subjectives différentes des nôtres (« interversion des qualia »). S'il est possible ainsi de concevoir un monde différent du nôtre sur le plan des propriétés phénoménales mais indiscernable du nôtre sur le plan des propriétés physiques, alors au moins certaines propriétés mentales ne peuvent être identiques ou réductibles à des propriétés physiques.
On peut distinguer deux grandes tendances au sein du dualisme des propriétés :
1. l'épiphénoménisme
2. l'émergentisme

Ces deux positions sont incompatibles entre elles et historiquement, l'émergentisme s'est même développé contre l'épiphénoménisme alors adopté vers la fin du XIXe siècle par certains savants et philosophes britanniques (Thomas Huxley, Herbert Spencer, entre autres). Selon l'approche épiphénoméniste, seuls les événements physiques peuvent être les causes d'autres événements, et c'est uniquement à titre d'effets que les propriétés mentales peuvent figurer dans le réseau des relations causales. On qualifie en ce sens les phénomènes mentaux d'« épiphénomènes », autrement dit, de sous-produits d'une certaine activité physique – celle du cerveau. Cependant, pour la plupart des partisans de l'épiphénoménisme, seuls les aspects subjectifs de la vie mentale (les « qualia » ou la « conscience phénoménale ») constituent des épiphénomènes. L'activité mentale associée au comportement est quant à elle susceptible d'être expliquée par des causes physiques.
À l'inverse, les philosophes émergentistes attribuent aux propriétés mentales de véritables pouvoirs causaux. Ils considèrent en général que l'esprit est une propriété holistique de l'ensemble des activités électrochimiques du cerveau, propriété non réductible aux caractéristiques physiques des cellules nerveuses ou des autres constituants du cerveau, qui agit sur ces éléments physiques comme un système dont les parties sont l'effet (à un temps ultérieur). Dans cette perspective, l'activité mentale est conçue comme une relation de production où la cause est située à un niveau de composition supérieur à celui de son effet. L'esprit, situé au plus haut niveau dans le modèle stratifié de la réalité, mais incarné dans le cerveau, agirait alors causalement, et de manière « descendante », sur le corps, faisant ainsi « une réelle différence » dans le cours des événements.

#### Théorie du double aspect
La théorie du double aspect est une forme de dualisme épistémologique s'appuyant sur l'idée que la conscience et la matière sont deux aspects complémentaires et irréductibles l'un à l'autre de la même réalité fondamentale. Contre le dualisme de type ontologique, pour lequel il existe deux types de substance (le corps et l'esprit), ou au moins deux types de propriétés (physiques et mentales), la théorie du double aspect implique la thèse d'une réalité unique qui ne peut être appréhendée de manière directe, mais qui se manifeste cependant de façon indirecte sous deux types d'apparences. Cette réalité y est présentée le plus souvent comme un domaine ontologique sous-jacent se manifestant à parts égales sous les deux aspects, liés ensemble indissociablement, de la subjectivité (ou « intériorité ») et de l'objectivité (ou « extériorité »). Ainsi, chaque individu pensant peut se connaître selon deux points de vue différents : l'un « interne » et l'autre « externe », l'un psychologique et subjectif, l'autre physique et objectif. Ces deux voies d'accès reposent respectivement sur l'introspection et sur l'observation scientifique (par exemple l'observation du fonctionnement cérébro-moteur).
Issue des philosophies de Spinoza, Schopenhauer, Gustav Fechner, et apparentée au panpsychisme, la théorie du double aspect a été réhabilitée en philosophie de l'esprit à partir des années 1970 par Thomas Nagel, puis par David Chalmers. En 1996, ce dernier propose dans un ouvrage intitulé L'Esprit conscient un programme de recherche spécifique pour la résolution de ce qu'il nomme le « problème difficile de la conscience ». Partant de la théorie mathématique de l'information développée par Claude Shannon, il y avance l'idée d'une double réalisation de l'information, avec :
1. la réalisation physique, qui correspond à la façon la plus commune de concevoir l'information contenue dans le monde
2. la réalisation « phénoménologique », qui intervient dans notre expérience vécue du monde.

Selon cette thèse, l'information se présente sous deux formes très différentes : l'une physique, avec des caractéristiques relationnelles et quantitatives, l'autre « phénoménale », avec des caractéristiques qualitatives. Cette thèse laisse ouverte la question de l'ontologie de l'information, c'est-à-dire de ce qu'est précisément l'information qui se réalise. Néanmoins, Chalmers propose une « ontologie du double aspect » proche du panpsychisme en postulant « un unique ensemble fondamental d'espaces informationnels » avec des « aspects internes » et des « aspects externes ». Les aspects internes de ces états seraient phénoménaux tandis que leurs aspects externes seraient physiques. Nous pourrions en ce sens affirmer sous forme de slogans : « l'expérience est l'information vue de l'intérieur ; la physique est l'information vue de l'extérieur ».
D'autres champs de recherche concernant la théorie du double aspect poursuivent l'héritage de ce qu'il est aujourd'hui convenu d'appeler la « conjecture de Pauli-Jung ». D'après Jung et le physicien Wolfgang Pauli, l'un des précurseurs de la physique quantique, le rôle que joue en physique la mesure quantique en tant que lien entre la réalité holistique à l'échelle quantique et la réalité locale aux échelles supérieures correspond en psychologie à la prise de conscience par l'individu des « objets mentaux locaux » émanant de contenus holistiques inconscients (les archétypes). Ils postulent alors ensemble l'existence d'une transition parallèle (physique et psychologique) entre la dimension holistique et ontologique de la réalité sous-jacente et la dimension locale et épistémologique de la conscience. C'est à l'intérieur de cette seconde dimension qu'apparaîtrait le double aspect complémentaire de ce qui ne serait au fond qu'une seule et même réalité. Le physicien allemand Harald Atmanspacher, le chimiste suisse Hans primas et le psychologue britannique Max Velmans sont aujourd'hui les principaux héritiers de cette position en philosophie de l'esprit.

### Le matérialisme

#### Théorie de l'identité
Dans le contexte de la philosophie de l'esprit, l'identité psychophysique désigne l'équivalence logique supposée entre les expressions ou descriptions relevant du vocabulaire de la psychologie et les concepts relevant du vocabulaire des sciences physiques et naturelles. Dans sa formulation la plus simple, la thèse de l'identité psychophysique affirme que les états mentaux ne sont rien d'autre que des états physiques du cerveau,. L'identité psychophysique peut s'établir soit a priori au moyen d'une analyse du contenu des concepts mentaux, comme le fait le béhaviorisme logique, soit sur la base de découvertes scientifiques ayant établi une correspondance terme à terme entre les états ou événements mentaux et les états ou processus cérébraux. Dans le premier cas, l'identité sera défendue par des arguments logiques, dans le second cas, elle relèvera d'une conception métaphysique – en l'occurrence matérialiste – du monde.
L'identité des types d'états ou processus mentaux à des types d'états ou processus cérébraux est appelée communément « identité des types » (type-type identity en anglais),. Le « type » désigne dans ce contexte une propriété ou un ensemble de propriétés pouvant entrer dans une définition et caractérisant un certain état ou événement. Lorsque l'identité entre deux types d'états est posé, la même substance et les mêmes propriétés sont dénotées. Ce n'est donc pas au niveau des propriétés mais seulement au  niveau du sens des expressions employées pour les décrire que les deux types d'états apparaissent distincts. Par exemple, les types « eau » et « H₂O » sont identiques car ils dénotent le même type de substance, mais ces expressions diffèrent par leur sens et décrivent des aspects différents de la réalité : l'eau est décrite communément comme une substance liquide inodore et transparente qui coule, mouille, etc., tandis que l'on attribue à H₂O des caractéristiques atomiques qui ne sont pas observables directement. De la même façon, les concepts mentaux diffèrent des concepts physiques non pas parce qu'ils désignent des entités et des propriétés différentes mais parce qu'ils diffèrent dans leur sens.
La relation d'identité psychophysique au niveau du type exige qu'un type d'état ou processus mental, par exemple « la croyance que le Soleil est une étoile », soit identique à un type d'état ou processus physique au niveau du cerveau, comme « l'activation des fibres nerveuses X de l'aire cérébrale Y ». Cette relation d'identité peut être généralisé à tous les aspects de l'esprit, bien qu'historiquement, la théorie de l'identité des types ait d'abord concerné les aspects subjectifs de la conscience, comme les couleurs ou la sensation de douleur. La généralisation de la thèse de l'identité au niveau du type justifie non seulement la réduction des processus mentaux à des processus cérébraux mais aussi la réduction de la psychologie elle-même à la typologie physique des sciences du cerveau. On parle alors de matérialisme réductionniste et de théorie de l'identité esprit-cerveau (mind/brain identity theory) pour qualifier cette position. L'opération de réduction justifiée par cette forme de matérialisme consiste à remplacer terme à terme le vocabulaire « mental » et subjectif de la psychologie du sens commun par le vocabulaire des sciences de la nature, notamment par celui des neurosciences. Le découpage conceptuel de la psychologie du sens commun est de ce fait conservé, dans un but à la fois pratique (notamment clinique et thérapeutique) et gnoséologique (afin d'« expliquer » les états mentaux).
Cependant, la possibilité que les mêmes états mentaux, comme la peur ou la faim, se réalisent physiquement de multiples façons selon les espèces animales, en particulier lorsqu'il s'agit d'espèces très différentes, suggère que l’identité psychophysique se limite à des « occurrences » individuelles d'événements se réalisant dans le cerveau et qu'elle ne vaille pas pour les types d'états cérébraux. C'est alors la thèse de l'identité des types qui est remise en cause au profit de celle de l'identité des occurrences (token-token identity), qui identifie les occurrences d'événements mentaux à des occurrences d'événements physiques (du cerveau),. Cette thèse constitue une version plus faible et plus souple de matérialisme que celle de l'identité des types, puisqu'elle requiert seulement l'identification des occurrences d'événements. L'occurrence d'un événement est sa réalisation individuelle dans l'espace et dans le temps. Lorsque deux propositions différentes décrivent un événement se réalisant en un même lieu et au même moment, elles décrivent une même occurrence d'événement : il y a par conséquent identité au niveau de l'occurrence. La thèse de l'identité des occurrences est encore aujourd'hui largement partagée au sein du courant fonctionnaliste.

#### Matérialisme éliminatif

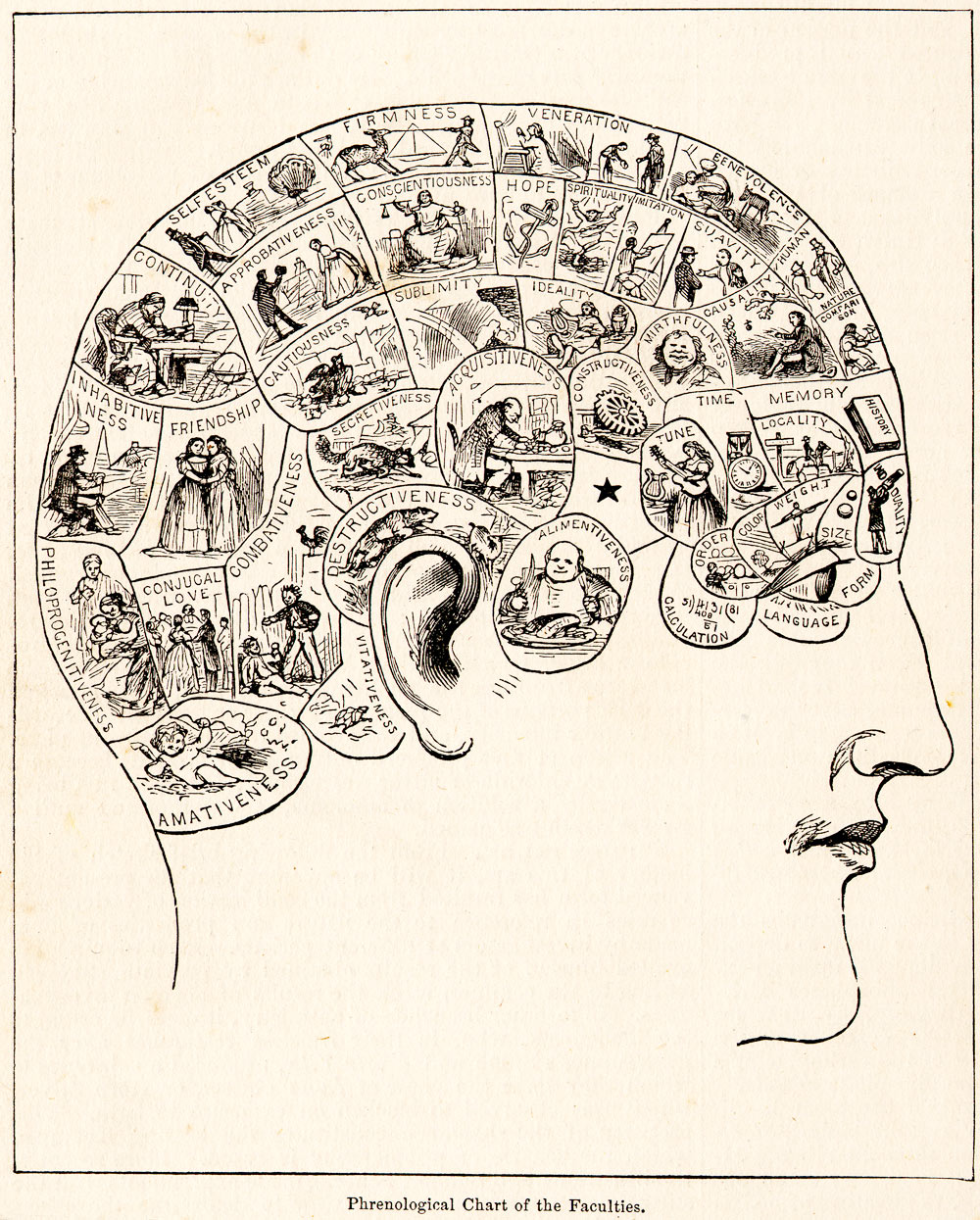
De nombreuses conceptions reposant sur une « théorie naïve » de l'esprit ont aujourd'hui été abandonnées ou réfutées, à l'instar de la phrénologie.

Le matérialisme élimininatif, ou plus simplement l'éliminativisme, est en philosophie de l'esprit la position selon laquelle il n'existe rien d'autre que des états physiques, et d'après laquelle les états mentaux n'étant pas des états physiques, ils n'existent donc pas. La croyance à l'existence de tels états relèverait d'une conception erronée de l'humain qui serait implicitement admise par la psychologie du sens commun (folk psychology),. L'éliminativisme a été avancé par des philosophes de premier plan, comme Paul Feyerabend ou Richard Rorty dans les années 1960, et plus récemment par Paul et Patricia Churchland, ainsi que par Daniel Dennett concernant les qualia et les aspects subjectifs de la conscience. Il constitue une réponse radicale au problème corps-esprit puisqu'il repose sur l'élimination de la notion même d'esprit. Il s'oppose en ce sens au panpsychisme qui en généralise quant à lui la notion.
Les partisans de l'éliminativisme acceptent les arguments qui visent à montrer qu'il est impossible de réduire les concepts mentaux (ou au moins certains d'entre eux) à des concepts physiques. Ils en tirent cependant la conclusion suivante : les concepts mentaux doivent être éliminés de toute théorie se rapportant au comportement humain, comme ils le sont des théories physiques. En effet, si une réduction de ces concepts ne s'avère pas possible, c'est qu'ils ne font référence à rien et qu'il faut les abandonner. Une telle approche est néanmoins compatible avec l'acceptation des concepts intentionnels de la psychologie ordinaire en tant qu'instruments utiles pour la prédiction du comportement humain. Cependant, dans sa forme radicale, l'éliminativisme fait le pari que la science future mettra à notre disposition une méthode de prédiction qui pourra se passer de ces concepts.
Selon l'éliminativisme, la notion d'esprit sur laquelle se base la psychologie du sens commun n'est pas simplement insuffisante pour expliquer le comportement humain et la nature des activités cognitives, elle est en elle-même erronée. C'est le cadre entier de la psychologie du sens commun qui constitue alors une conception fausse et trompeuse des causes de l'action et de la cognition humaines. Par conséquent, nous ne pouvons pas espérer résoudre le problème corps-esprit en cherchant à réduire les concepts mentaux à des concepts physiques. Les premiers ne référant à rien qui soit dans la nature, aucune correspondance terme à terme ne peut être établie entre eux et les concepts physiques. La réduction inter-théorique promue par le réductionnisme est dès lors vouée à l'échec. Il ne faut donc pas attendre des neurosciences arrivées à maturité qu'elles résolvent le problème corps-esprit, mais seulement qu'elles le dissolvent en remplaçant le cadre théorique ancien où il s'est posé.

### Le fonctionnalisme

#### Approche computationnelle
C'est pour éviter les difficultés de la théorie de l'identité esprit-cerveau que Hilary Putnam et Jerry Fodor ont proposé et développé, dans les années 1960 et 1970, la théorie computationnelle de l'esprit (ou « computationnalisme »), à un moment où l'informatique était en plein essor. Il s'agit d'une forme de fonctionnalisme inspirée du modèle informatique. Contrairement à l'approche éliminativiste de l'esprit, apparue au même moment, le computationnalisme reconnaît la réalité des états mentaux, et, à la différence du matérialisme réductionniste, il reconnaît également leur spécificité. Pour lui, la différence entre l'esprit et le cerveau correspond simplement à une différence dans la façon de décrire un même phénomène physique, et non à une différence entre deux types de phénomènes. Cette théorie s'inspire du modèle informatique : l'esprit peut être envisagé par analogie avec le logiciel ou l'ensemble des programmes d'un ordinateur. Autrement dit, selon une formule célèbre, l'esprit est au cerveau ce que le software (logiciel) est au hardware (matériel informatique).
Un logiciel est un ensemble de programmes permettant à la machine d'accomplir diverses tâches et de remplir de multiples fonctions. Or, s'il a bien une existence physique, il n'est pas lui-même composé de circuits ou d'atomes au sens où l'est la machine qui exécute un programme ; il n'est pas non plus composé d'entités non physiques. La réalité d'un logiciel ne peut être comprise que si l'on adopte un niveau de description particulier du fonctionnement de la machine, où le formalisme fait abstraction des entités physiques et de leurs relations causales. C'est effet en termes de symboles et de fonctions et non en termes de circuits et d'activité électrique qu'un programme informatique se décrit. Il existe donc deux types de description possibles de l'activité d'une machine informatique : l'un proprement physique (inadapté car excessivement complexe), l'autre formel. De même, il y a deux types de description possibles associés au comportement humain : la description physique des états ou processus internes du cerveau, par exemple celle de l'activité neuronale lorsque nous faisons telle ou telle chose, et la description des états ou processus mentaux en termes de symboles et de fonctions.
Le computationnalisme est bien une forme de matérialisme au sens courant puisqu'une pensée humaine n'y est considérée au fond que comme l'activation électrochimique d'un réseau de neurones. Mais, de même que l'on peut concevoir un programme informatique sans mentionner la circuiterie électronique qui l'exécute, on peut décrire la psychologie humaine sans mentionner ce qui se réalise dans le cerveau, en ayant recours seulement au vocabulaire et aux concepts ordinaires de la psychologie du sens commun. Celle-ci peut être traduite et développée, selon Jerry Fodor, dans un langage formel : le « langage de la pensée », qui possède à la fois une « syntaxe » et une « sémantique ». Dans cette perspective, les états intentionnels comme les croyances ou les désirs sont envisagés comme des représentations mentales de type computationnel, reliées entre elles de façon rationnelle par leur syntaxe, et reliées causalement au monde par leur sémantique. Le contenu sémantique de ces représentations découle de la manière dont ces représentations sont causées par l'environnement physique.

#### Approche biologique

Dans le processus de sélection naturelle, ce sont les fonctions biologiques qui sont déterminantes, car c'est par la fonction qu'il remplit qu'un caractère biologique est favorable ou non à la survie d'une lignée.

Le fonctionnalisme biologique est une théorie concurrente de l'approche computationnelle de l'esprit. Défendu par quelques philosophes de renom tels que Daniel Dennett, Ruth Millikan et David Papineau, il considère les états mentaux non pas comme des états computationnels mais comme des fonctions biologiques résultant de l'évolution des espèces. Il s'appuie en particulier sur la théorie de l'évolution par sélection naturelle pour fournir une explication causale de l'apparition de ces fonctions. Le principe de la sélection naturelle lui permet en outre de répondre dans une perspective fonctionnaliste à la question de savoir pourquoi les états mentaux sont réalisés de manière multiple. Cette réponse fait intervenir les notions de survie et de reproduction de la façon suivante :   
1. Les états physiques qui réalisent des états mentaux (comme la faim) sont sélectionnés en fonction de leurs effets quant à la survie et à la reproduction des organismes chez lesquels on les trouve
2. Or des états physiques de différents types peuvent avoir les mêmes effets bénéfiques quant à la survie et à la reproduction d'organismes donnés au sein d'un certain environnement
3. L'évolution par sélection naturelle autorise donc l'existence d'états physiques de différents types réalisant un même type d'état mental (comme la faim).

L'approche biologique du fonctionnalisme postule que tous les états mentaux sont des « représentations », c'est-à-dire des états internes d'un organisme biologique qui sont dans une relation de covariation avec certains états de l'environnement. C'est en vertu de cette relation de covariation que les états internes portent une information sur l'environnement et constituent ainsi une représentation mentale, l'esprit étant interprété comme un processus naturel « intentionnel ». L'explication de ce processus doit par ailleurs être formulé sans faire appel à des concepts intentionnels, puisque l'intentionnalité des représentations est précisément ce qu'il s'agit d'expliquer. L'idée principale de cette démarche explicative consiste à montrer comment la signification des représentations mentales se constitue à partir de processus naturels non intentionnels comme ceux qui sont réalisés dans des systèmes biologiques purement fonctionnels (organismes simples).
Pour accomplir cette tâche, la philosophe et chercheuse Ruth Millikan a entrepris d'étudier l'intentionnalité dans des organismes vivants dont le système cognitif est plus simple que la cognition humaine. La stratégie qu'elle a développée consiste à trouver une classe de caractères biologiques que l'on peut, de façon plausible, tenir pour intentionnels, et à utiliser ensuite ces exemples pour déterminer ce qui distingue l'intentionnalité d'autres fonctions biologiques. D'une manière générale, le fonctionnalisme biologique part du principe qu'une description des états mentaux fondée sur leurs fonctions biologiques est susceptible de saisir tout ce que les états mentaux ont de caractéristique, puisqu'ils sont apparus et se sont développés au cours de l'évolution où ils ont contribué (et continue de contribuer) à la survie et à la reproduction des organismes qui en étaient dotés.

## Autres courants

### L'émergentisme
C'est au début des années 1920 en Grande-Bretagne, avec les philosophes Samuel Alexander et Charlie Dunbar Broad, ainsi qu'avec le biologiste Conwy Lloyd Morgan, que la notion d'émergence apparaît pour la première fois comme un concept philosophique central. Ces trois penseurs britanniques défendaient alors le principe d'une pluralité de niveaux de réalité et considéraient l'émergence de chaque niveau supplémentaire du point de vue évolutif, c'est-à-dire d'un point de vue diachronique (ou temporel). Après une période d'éclipse liée au succès du réductionnisme, le concept d'émergence est réinvesti à partir des années 1970 en philosophie de l'esprit afin d'analyser le rapport entre le corps (en particulier le cerveau) et l'esprit (ou la conscience). L'émergence n'y est plus envisagée seulement d'un point de vue évolutif et diachronique, mais d'un point de vue synchronique, aux différentes échelles spatiales. Karl Popper , puis John Searle à partir des années 1980, donnèrent l'impulsion à ce mouvement. Actuellement, les partisans de la thèse de l'émergence estiment que l'esprit est une propriété holistique de l'ensemble des activités électrochimiques du cerveau, non réductible aux propriétés des cellules nerveuses ou des autres constituants du cerveau. Cette thèse s'appuie sur le modèle stratifié de la réalité, qui distingue différents niveaux d'existence dans le monde à l'intérieur desquels chaque entité ou propriété occupe sa place.
Les conceptions émergentistes récentes associent le plus souvent la notion d'émergence à celles plus techniques de survenance et de causalité descendante,. En philosophie de l'esprit, la survenance est définie comme une relation de dépendance et de covariation entre deux types de phénomènes : les phénomènes mentaux et les processus neurophysiologiques. Les propriétés émergentes de l'esprit surviendraient ainsi sur leur base de survenance physique dont elles dépendent et en fonction de laquelle elles se modifient. La causalité descendante est, quant à elle, conçue comme une relation de production où la cause est située à un niveau de composition supérieur à celui de son effet. La cause descendante constitue en ce sens un tout dont les parties sont l'effet (à un temps ultérieur). L'esprit, situé à un niveau supérieur du modèle stratifié de la réalité, agirait alors causalement, et de manière « descendante », sur les cellules du cerveau au sein duquel il s'incarne. La causalité descendante permet de comprendre comment des phénomènes émergents comme les processus mentaux pourraient posséder des pouvoirs causaux en propre, non contenus dans leurs parties, faisant ainsi « une réelle différence » dans le cours des événements,.

### Le panpsychisme
Le panpsychisme est une conception philosophique ancienne selon laquelle l'esprit est une propriété fondamentale et universelle du monde ou de la matière. Bien qu'ayant longtemps été discrédité dans sa forme traditionnelle, le panpsychisme retient aujourd'hui l'attention d'un certain nombre de philosophes de l'esprit, en particulier ceux qui se montrent sceptiques quant à la possibilité de réduire tous les phénomènes à ceux décrits par la physique actuelle. Pour certains d'entre eux, comme Galen Strawson ou Thomas Nagel, elle s'impose même logiquement face au réductionnisme psychophysique et aux formes radicales d'émergentisme lorsqu'il est question d'un phénomène central comme l'esprit ou la « conscience ». D'après ces philosophes en effet, l'esprit, dans sa dimension subjective, ne semble pas pouvoir s'insérer dans la représentation scientifique actuelle de la nature. C'est donc le problème de l'intégration de l'esprit dans la nature qui se pose, notamment dans le cadre du physicalisme qui conçoit le monde comme entièrement physique.
Les limites principales attribuées par les philosophes panpsychistes aux conceptions dominantes en philosophie de l'esprit sont les suivantes :  
1. La conscience, lorsqu'elle est réduite à l'activité d'un organe cérébral en interaction avec son environnement, comme c'est le cas dans l'approche réductionniste de l'esprit, ne permet pas de rendre compte de l'expérience que nous en avons, alors que cette expérience en est constitutive.
2. L'idée que des propriétés radicalement nouvelles comme les phénomènes mentaux puissent « émerger » à partir du cerveau, comme c'est le cas pour la conception émergentiste de l'esprit, ne permet pas d'expliquer l'apparition d'un tel phénomène ni ce qu'il est.

Une nouvelle conception des rapports entre le psychique et le physique doit donc être proposée afin de rendre possible l'intégration de l'esprit dans la nature. Le panpsychisme constitue justement une position alternative où l'esprit est conçu de façon non réductrice (contre le réductionnisme psychophysique) et le monde physique de façon non mécanique (contre le « dualisme cartésien »). Le principe de l'émergence radicale y est également écarté, car il ne peut y avoir de propriété émergeant à partir d'une réalité qui lui soit radicalement différente. Deux raisons sont souvent avancées par les partisans du panpsychisme pour justifier le fait que leur conception doit être préférée aux théories de l'émergence : 
1. Le « mystère de l'émergence », mystère du passage apparent d'un état physique non conscient à un état conscient, se résout dans le cadre du panpsychisme simplement par le fait qu'il n'existe pas vraiment d'état physique non conscient.
2. Le panpsychisme propose une conception du monde qui semble plus cohérente que les théories émergentistes, puisque les propriétés mentales qui sont attribuées à certaines entités physiques (humains, animaux) le sont aussi aux autres entités, dont la nature est fondamentalement la même.

Ce type d'argument, qualifié de « génétique » (parce qu'il renvoie à l'origine de la conscience ou de l'esprit) implique que l'expérience vécue des organismes auxquels on attribue la conscience se compose elle-même d'expériences élémentaires au niveau des constituants ultimes de ces organismes. Dans cette perspective, mon expérience visuelle du monde ou mon sentiment d'anxiété consistent dans l'expérience beaucoup plus élémentaire que font éventuellement mes neurones ou mes autres cellules nerveuses, expérience qui elle-même consiste dans celle plus élémentaire encore que font les particules physiques qui les composent. Rien d'essentiellement nouveau ou de radicalement différent ne surgit dans la nature lorsqu’« émerge » la conscience humaine ou animale. Tout au plus, y a-t-il émergence de propriétés mentales spécifiques à partir de propriétés mentales plus simples mais de même nature.

### Le mystérianisme
En philosophie de l'esprit, le mystérianisme (ou « néo-mystérianisme ») est la thèse, aujourd’hui principalement défendue par le philosophe Colin McGinn, d'après laquelle le problème difficile de la conscience est la conséquence d'une limitation constitutive de l’esprit humain, plutôt que d'une spécificité de la nature même de la conscience. Selon ce point de vue, une partie de la réalité échappe nécessairement à notre compréhension, car les capacités cognitives de notre espèce sont nécessairement limitées. La nature de la conscience appartiendrait à cette dimension de la réalité inaccessible à notre intelligence et le problème difficile de la conscience serait donc pour nous impossible à résoudre. Le mystérianisme prétend néanmoins fournir une solution, thérapeutique et non théorique, au problème de la conscience : il s'agit de nous soulager de l'inconfort intellectuel dans lequel nous nous trouvons face à un phénomène dont la nature nous échappe en expliquant la raison de cette situation.
Au cœur de ce point de vue, il y a l’idée défendue d’abord par Noam Chomsky puis développée par Colin McGinn de « clôture cognitive » : l’accès à toute une partie du monde serait définitivement fermé à certains systèmes cognitifs. Ainsi l’univers visuel du chat, qui ne peut percevoir les couleurs, est-il définitivement fermé sur le plan perceptif à certains aspects du monde visible (« clôture perceptive »), et son esprit, définitivement fermé sur le plan cognitif à certains aspects du monde intelligible, à l’algèbre ou à la théorie de l'esprit, par exemple. Cette fermeture cognitive, qui commence au niveau même de la perception, fait partie de la condition féline du chat qui ne peut s’en affranchir en tant que chat. De la même façon, l'être humain, qui ne se situe pas en dehors de la nature, est limité dans ses capacités par les conditions biologiques de son existence. Son appareil cognitif, aussi performant soit-il, s'est formé au cours de l'évolution pour résoudre des problèmes pratiques, et il ne lui permet donc pas d'avoir une compréhension intégrale ni même profonde de la réalité.
Le mystérianisme se présente comme une solution au constat d’échec concernant les multiples tentatives d’explication du phénomène de la conscience. C’est l’échec même de ces théories qui doit être expliqué pour que soit adoptée enfin la bonne attitude vis-à-vis des problèmes de philosophie de l’esprit. Ce qui est habituellement perçu comme un problème difficile, celui de la nature de la conscience et de sa relation avec le monde physique, est alors compris comme un problème dont la résolution est humainement impossible, non pas seulement à cause des limites actuelles de nos connaissances et de nos concepts, mais du fait de la nature même de l’esprit de ceux qui cherchent à le résoudre. Pour Colin McGinn en particulier, c'est l'incapacité de notre système cognitif à produire un concept permettant de relier les aspects subjectifs et objectifs de l'esprit – aspects correspondant respectivement aux états de la conscience et aux états du cerveau – qui explique que notre compréhension de la conscience et notre connaissance du cerveau se développent indépendamment l'une de l'autre, de façon absolument séparée.
Suivant le mystérianisme, il est déraisonnable d'espérer trouver un jour une solution satisfaisante au problème de la conscience qui nous permettrait de l'intégrer au monde physique, auquel elle appartient pourtant. Le gouffre épistémologique qui existe entre les données introspectives que nous avons de nous-mêmes et les faits établis par les sciences naturelles ne pourra jamais être comblé par de nouvelles découvertes scientifiques. De cela, nous avons déjà l'intuition : l’idée, par exemple, qu’une équipe de biologistes, à la suite d’un long travail en laboratoire, découvre enfin la solution au problème de la conscience, nous parait en effet absurde. Le mystérianisme conforte et justifie cette intuition. Les tentatives pour comprendre la conscience d’un point de vue objectif (naturalisme, réalisme), en faisant abstraction de son aspect phénoménal, ou au contraire d'un point de vue subjectif (idéalisme, phénoménologie), en faisant abstraction de son fondement physique, sont pour lui vouées à l'échec.

## Expériences de pensée

### Le cerveau-Chine

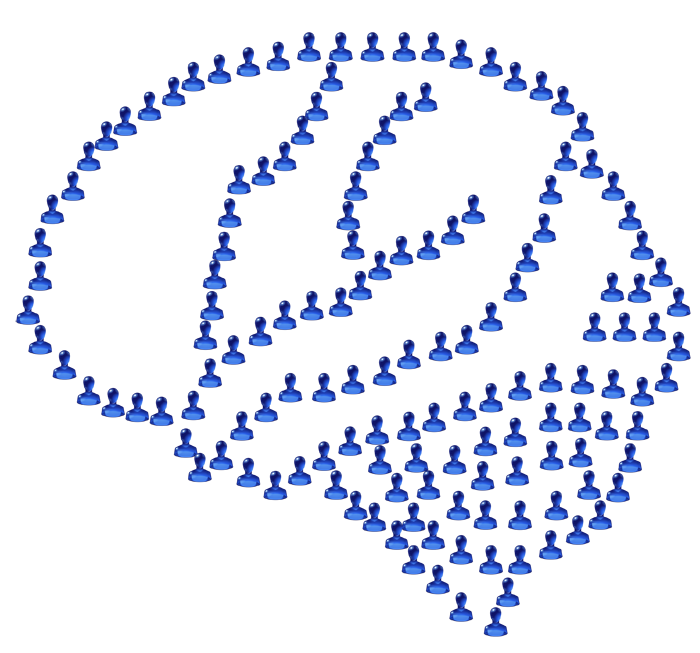
Dans l'expérience de pensée de Ned Block, chaque membre de la population chinoise remplit les mêmes fonctions que celles d'un neurone du cerveau.

L'expérience de pensée du « cerveau-Chine » (China brain en anglais) consiste à imaginer ce qu'il se passerait si chaque membre d'une grande nation, en l'occurrence la nation chinoise, était invité à simuler un processus cérébral élémentaire en communiquant avec les autres membres et en suivant des instructions précises par liaisons radio. La question soulevée par cette fiction est liée à une objection faite à la conception fonctionnaliste de l'esprit, qui identifie les états mentaux non pas à des états neurophysiologiques déterminés, mais à des fonctions ou à des « rôles causaux » qui peuvent être remplis par différents types d'états. Il s'agit dans ce contexte de savoir si une combinaison complexe de différentes tâches réalisées par des agents humains (eux-mêmes dotés d'esprit) pourrait produire un esprit ou une conscience de la même manière que les cerveaux de ces agents. Le cerveau-Chine possède tous les éléments d'une description fonctionnelle de l'esprit : entrées sensorielles, sorties comportementales et états internes liés causalement à d'autres états internes. Si ce système pouvait être amené à agir à la façon dont procède le cerveau d'un être conscient, alors, selon le fonctionnalisme, il aurait lui-même une conscience, ce qui paraît contre-intuitif.
Les premières versions de ce scénario ont été proposées en 1961 par le physicien soviétique Anatoly Dneprov, en 1974 par Lawrence Davis, puis en 1978 par le philosophe de l'esprit Ned Block, qui est le premier à envisager le cas où chaque membre de la population chinoise remplirait les mêmes fonctions que celles d'un neurone du cerveau. Block soutient que le cerveau-Chine ainsi compris n'aurait pas d'esprit au sens où nous l'entendons communément. À l'inverse de Block, les partisans du fonctionnalisme estiment qu'il n'y a aucune raison d'exclure l'idée que le cerveau-Chine ait un esprit. S'appuyant sur le principe de réalisabilité multiple des états mentaux – un même état mental comme la peur pouvant être réalisé de manière différente chez des espèces animales très éloignées – ils considèrent que les neurones ne sont pas, au moins en principe, le seul matériau qui peut réaliser un état mental. Pour Daniel Dennett, en particulier, le fait d'attribuer de façon justifiée un esprit à un système (biologique ou artificiel) ne relève pas de considérations ontologiques sur ce qu'est réellement un esprit, mais d'une stratégie interprétative pour prédire le comportement du système, et il n'y a donc pas lieu de considérer différemment des comportements équivalents sur le plan fonctionnel.
Le cerveau-Chine est une fiction imaginée avant tout pour montrer le caractère problématique de la conscience lorsqu'elle est conçue dans le cadre du fonctionnalisme. Il constitue en ce sens l'une des figures de ce que l'on appelle aujourd'hui l'« argument des qualia absents », et est comparable en cela à la figure philosophique du « zombie » mise en avant par David Chalmers. Comme ce dernier, Ned Block prétend montrer qu'il est possible que quelque chose soit fonctionnellement équivalent à un être conscient sans pour autant qu'il soit lui-même un être conscient, et donc qu'un système fonctionnel ne peut à lui seul produire un esprit capable de pensées et de sentiments. Cette ligne d'argumentation contre le fonctionnalisme, souvent assimilée par ses détracteurs à « une pompe à intuition », a connu elle-même de nombreuses objections. David Cole, par exemple, remarque que l'on peut retourner l'expérience de pensée de Block en imaginant que chacun de nos neurones soit lui-même pleinement conscient de l'activité électro-chimique qu'il réalise et subit. Il y a tout lieu de supposer que nos neurones trouveraient alors invraisemblable que leur activité collective puisse produire une conscience ou une intentionnalité.

### La chambre chinoise

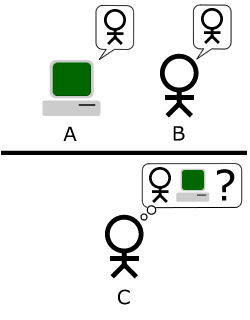
Selon son auteur, le test de Turing autorisait l'attribution d'une forme d'esprit à certains systèmes artificiels en s'appuyant sur un principe d'indiscernabilité des réponses.

La chambre chinoise est une expérience de pensée présentée par John Searle dans un article de 1980, peu après celui de Ned Block avec son « cerveau-Chine ». Elle a pour but de montrer que l'exécution d'un programme informatique dans un système, si complexe que soit ce programme, ne suffit pas à y produire un véritable esprit, ou une conscience. Sur un plan parallèle, elle a pour objectif de nous convaincre que la syntaxe logique sur laquelle repose tout programme informatique ne permet pas à elle seule de produire du sens, autrement dit une sémantique. Ce qu'on entend alors par « intelligence artificielle » ne peut être attribué à une machine qu'en un sens faible, un programme ne pouvant tout au plus qu'y simuler un comportement intelligent, lui-même nécessairement intentionnel et conscient. Pour établir ce point, Searle poursuit ironiquement la procédure du test de Turing, test censé démontrer qu'un programme informatique sophistiqué peut être qualifié d'intelligent en un sens fort. Il conçoit un système de questions-réponses où le programme déterminant les réponses est si sophistiqué, et la personne qui répond aux questions si habile dans la manipulation des caractères, qu'à la fin de l'expérience, les réponses qu'elle donne aux questions ne peuvent être distinguées de celles que donnerait un vrai interlocuteur, bien que cette personne ne comprenne rien à ce qu'elle dit.
La procédure de la chambre chinoise peut être décrite de la façon suivante. Une personne qui n’a aucune connaissance du chinois (en l’occurrence, Searle lui-même) est enfermée dans une pièce : la « chambre chinoise ». Cette personne est en possession d'un grand nombre de caractères chinois qui constituent la base de données de la chambre chinoise. On lui donne également un livre d'instructions en anglais (sa langue maternelle) expliquant précisément comment associer certains caractères ou symboles chinois à d'autres : c'est le programme de la chambre chinoise. On lui fournit aussi, de l'extérieur, un certain nombre de symboles chinois qui (ce qu'il ignore) sont appelés des « questions ». En échange de ces symboles et suivant les instructions du programme en anglais, Searle donne d'autres ensembles de symboles chinois, qui (ce qu'il ignore également) sont appelés « réponses aux questions ». Du point de vue du locuteur qui pose les questions, la personne enfermée dans la chambre se comporte comme un individu qui parlerait vraiment chinois. Mais, en l’occurrence, cette personne n’a aucune compréhension de la signification des phrases en chinois qu’elle transforme. Elle ne fait que suivre des règles prédéterminées.
Une telle situation doit d'abord nous convaincre qu'il ne suffit pas d'être capable de reproduire exactement les comportements linguistiques d'un locuteur pour parler une langue, car parler une langue, ce n'est pas seulement former les bonnes réponses verbales, c'est aussi signifier ou vouloir dire ce que l'on dit : un usage maîtrisé du langage se double ainsi d'une conscience du sens de ce que l'on dit (« conscience intentionnelle »). Parce que la présence d'un comportement linguistique, même très sophistiqué, n'est pas suffisante pour permettre de déterminer si un système ou un organisme possède ou non des états mentaux de conscience et d'intentionnalité, elle ne peut à elle seule permettre d'établir l'existence d'une intelligence authentique. Searle utilise son expérience de pensée avant tout contre la version « forte » de la thèse de l'intelligence artificielle (« IA forte »), version défendue pour la première fois par Alan Turing dans les années 1950 avec son fameux test. Mais il vise plus largement la conception fonctionnaliste de l'esprit, notamment le computationnalisme qui en constitue la version la plus radicale mais aussi la plus largement acceptée à la fin des années 1970.
L'argument antifonctionnaliste de la chambre chinoise a fait l'objet de nombreux articles et objections. L’objection la plus fréquemment avancée par les fonctionnalistes est celle que Searle a nommée, par anticipation, « la réponse du système ». Selon elle, le système dont fait partie la personne qui suit les instructions du manuel comprend bel et bien le chinois, en dépit du fait que la personne elle-même ne comprend pas cette langue. Dans le système que constitue la chambre chinoise, la personne joue alors le rôle de l’unité centrale (ou processeur) d’un ordinateur. Mais le processeur n’est que l’une des nombreuses composantes d’un ordinateur. Dans le cas d’un ordinateur suffisamment sophistiqué pour penser, ce n’est pas le processeur pris isolément qui pense mais plutôt l’ensemble du système dont il fait partie, car c’est le système tout entier qui permet de fournir les réponses appropriées. Pour Searle cependant, cette objection n’est pas recevable car elle implique l’idée selon lui absurde qu’il y aurait une conscience de la chambre chinoise qui n’existerait pas au niveau de la personne qui fournit les réponses, alors même qu'il est présupposé que cette personne est le seul être conscient de cette chambre.

### Le «p-zombie»
En philosophie de l'esprit, un « zombie » (philosophical zombie ou p-zombie en anglais) désigne un être physiquement et extérieurement indiscernable d'un être conscient, par son comportement comme par sa constitution physique, mais qui, cependant, n'a aucune conscience, aucun ressenti ni aucun vécu subjectif ou personnel. Bien qu'il se comporte comme s'il éprouvait des émotions ou des sensations, le zombie n'en éprouve aucune, alors même que les processus biologiques et physiques qui déterminent son comportement sont ceux d'une personne qui en éprouve. George Stout, en 1921, est le premier philosophe à y faire référence par sa description d'un monde qui sera qualifié plus tard de « monde-zombie » : un monde imaginaire où les processus physiques sont identiques aux nôtres de telle façon que les êtres humains se comportent et agissent exactement de la même manière que dans la réalité, sauf que dans ce monde là, les êtres humains ne sont pas des êtres conscients et ne ressentent absolument rien. Toutefois, c'est seulement dans les années 1970, dans le contexte d'un débat sur la validité du physicalisme, que cette notion a émergé à la suite d'une expression utilisée par le philosophe Keith Campbell – « Imitation man » – pour décrire un homme « dont les états cérébraux sont exactement comme les nôtres par leurs propriétés physico-chimiques », mais qui, contrairement aux véritables humains, ne ressent aucune douleur ni ne voit aucune couleur.
C'est à David Chalmers que l'on doit le développement de l'« argument du zombie ». Cet argument est avancé par lui pour montrer l'insuffisance des explications en termes de processus physiques lorsqu'elles portent sur les aspects subjectifs de la conscience. Il s'agit d'un argument de type modal qui s'appuie sur ce qui est concevable ou logiquement possible : un monde d'humains physiquement indiscernable du nôtre mais où la conscience n'existerait pas est concevable et donc logiquement possible. Il n'y a pas de contradiction au scénario selon lequel il existerait un univers physiquement semblable au nôtre en tous points, bien que les créatures qui en feraient partie soient totalement dépourvues de conscience. David Chalmers considère un tel scénario comme une pure expérience de pensée dont on ne peut tirer un argument décisif. Mais la possibilité logique du zombie montre que les faits relatifs à la conscience ne se réduisent pas logiquement aux faits physiques tels que nous les concevons et qu'ils pourraient bien être des phénomènes fondamentalement différents. Et puisque nous savons que nous sommes conscients, nous devons reconnaître alors que notre monde contient plus que des entités physiques du type de ceux qui ont une masse ou une charge électrique par exemple : il comprend également une conscience non physique, ou bien une conscience physique mais entendue en un autre sens que celui donné par les sciences physiques actuelles.

### Le cerveau dédoublé
Depuis David Wiggins et son article de 1967,, la réflexion sur l’identité personnelle, l'une des plus difficiles et des plus troublantes de la philosophie de l'esprit, s'est souvent appuyée sur l'« argument de la fission » pour remettre en cause nos convictions les plus enracinées la concernant, comme la croyance selon laquelle notre conscience est « une ». Cet argument part d'une fiction qui consiste d'abord à imaginer que notre cerveau est sectionné au niveau du corps calleux séparant nos deux hémisphères cérébraux, puis que chacun d’eux est transplanté dans la boîte crânienne vide de deux autres individus. Une double question s'ensuit alors pour nous : « Est-ce que je survis à l’opération ? » et « Si oui, où suis-je ? ». C'est sur la base de cette expérience de pensée que le philosophe Derek Parfit justifie, contre le sens commun, l'idée qu'il n'est pas nécessaire de conserver son individualité pour survivre. Les techniques médicales ont montré que certains individus parviennent à survivre avec un seul hémisphère cérébral. La transplantation réussie d'au moins l'un de mes deux hémisphères cérébraux doit donc suffire à ma survie. L'opération de « fission », si elle réussit pour les deux hémisphères, implique par conséquent que je survive à travers mes deux avatars, bien qu'ils constituent chacun une personne distincte. Afin d'éliminer ce paradoxe, le philosophe Roland Puccetti est allé jusqu'à affirmer que même l'être humain normal, au cerveau intact, abritait en fait deux personnes.
Derek Parfit a amplement développé toute une science-fiction afin de défaire notre conception habituelle de l'identité personnelle, conception qui inclut notamment la croyance en l'unicité de la conscience et en l'individualité du « moi ». Une de ses fictions célèbres est celle du téléporteur, machine extrêmement perfectionnée qui nous permet de voyager en un instant jusqu’à une planète étrangère. Le cas le plus simple de cette fiction est le suivant : le dispositif qui scanne notre corps le détruit en même temps qu’il transmet toutes les caractéristiques de ce corps (cerveau inclus) à une machine réceptrice sur Mars, qui se charge de nous reconstituer dans un matériau organique. Dans la mesure où notre conscience dépend directement de notre composition cérébrale, notre double martien possède la mémoire de notre entrée terrestre dans le dispositif de transport ainsi que de toute notre vie précédant cet instant. Bien qu’il ne soit pas dans une relation de continuité physique avec nous, puisque les éléments de l'ancien corps ont tous été remplacés, ce double est dans une relation de continuité psychologique maximale avec nous et pense être la même personne que celle qui est entrée dans le dispositif. Pour Parfit, cette expérience de pensée montre que la survie n'implique pas nécessairement la continuité spatio-temporelle, ni même l'identité physique, mais seulement la continuité psychologique.